# Karl Emil Ståhlberg
Pour les articles homonymes, voir Ståhlberg.
Karl Emil Ståhlberg (30 novembre 1862 - 27 juin 1919) est un photographe et ingénieur finlandais.

## Biographie
Karl Emil Ståhlberg va à l'école à Oulu, pu8s il a étudié comme ingénieur géomètre à Helsinki. Il exerce son métier d'ingénieur pendant trois étés dans les travaux de construction de la ligne de Seinäjoki à Oulu.
Karl Emil Ståhlberg s'intéresse à la photographie lors de sa lune de miel à Paris. Après son retour en Finlande, il fonde son propre studio de photographie à Helsinki en 1889. Karl Emil Ståhlberg influence le développement de la photographie finlandaise de plusieurs manières. Le premier manuel de photographie finlandais est réalisé à son initiative,
Karl Emil Ståhlberg établit des succursales de son studio à Vaasa, Viipuri, Tampere et Imatra. Le studio de photographie est transformé en société par actions et son nom est devenu Atelier Apollo en 1899.
Après le tournant du siècle, Karl Emil Ståhlberg s'intéresse au cinéma plus qu'à la photographie. Il ouvre le cinéma Maailman Ympäri à Helsinki en 1904. Karl Emil Ståhlberg produit également le premier long métrage finlandais Salaviinanpolttajat, réalisé en 1907 par son ami, le peintre Louis Sparre.
Karl Emil Ståhlberg est un cousin du président Kaarlo Juho Ståhlberg.
Son fils est le Major des chasseurs à pied Armas Ståhlberg, qui est tombé dans la guerre civile finlandaise. Ses filles sont la dentiste Ragni Ståhlberg  mariée au général de division Lauri Malmberg et Kirsti Ståhlberg épouse du lieutenant-colonel des chasseurs à pied.

## Galerie

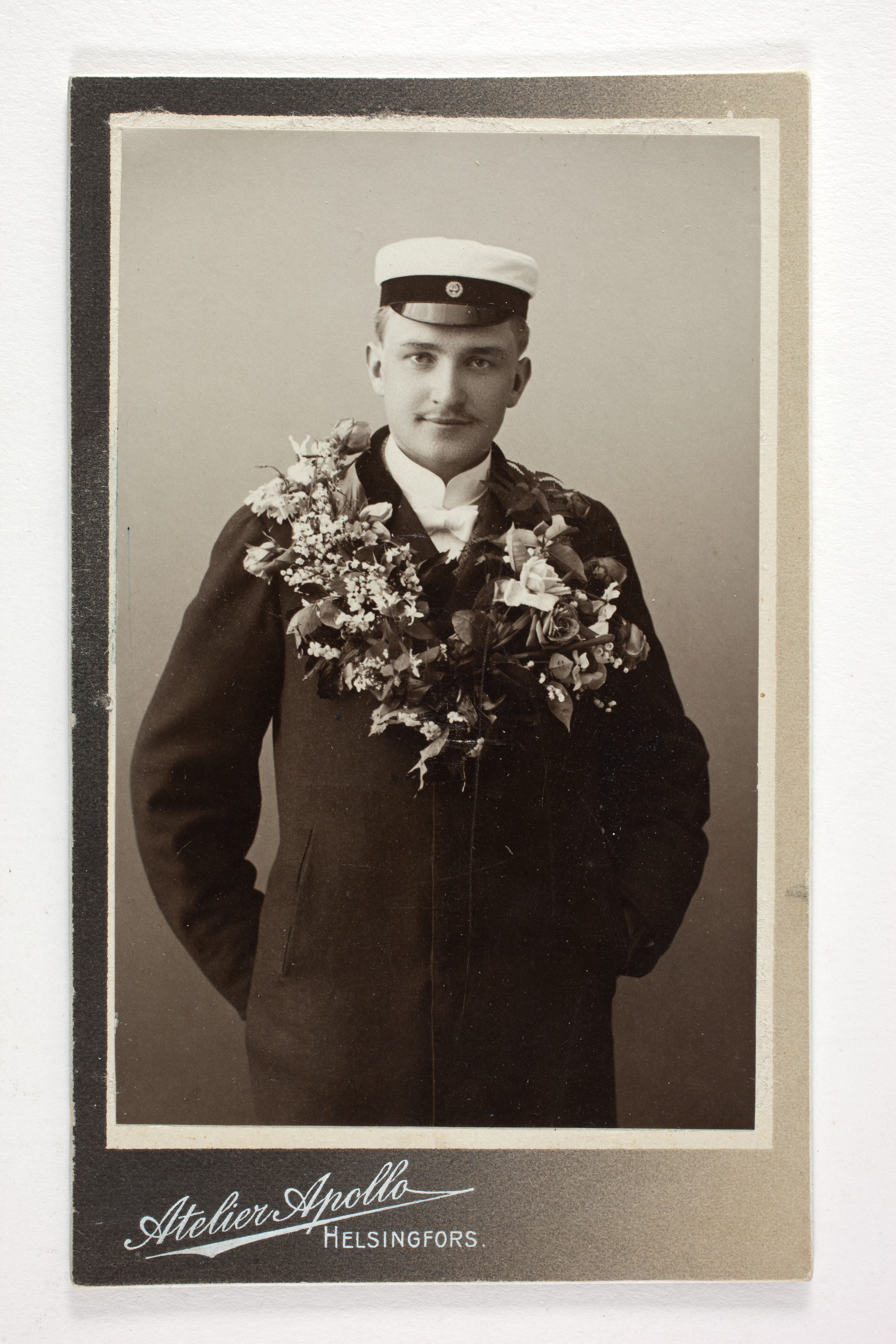
Arne Högstén, neveu de Karl Emil Ståhlberg.
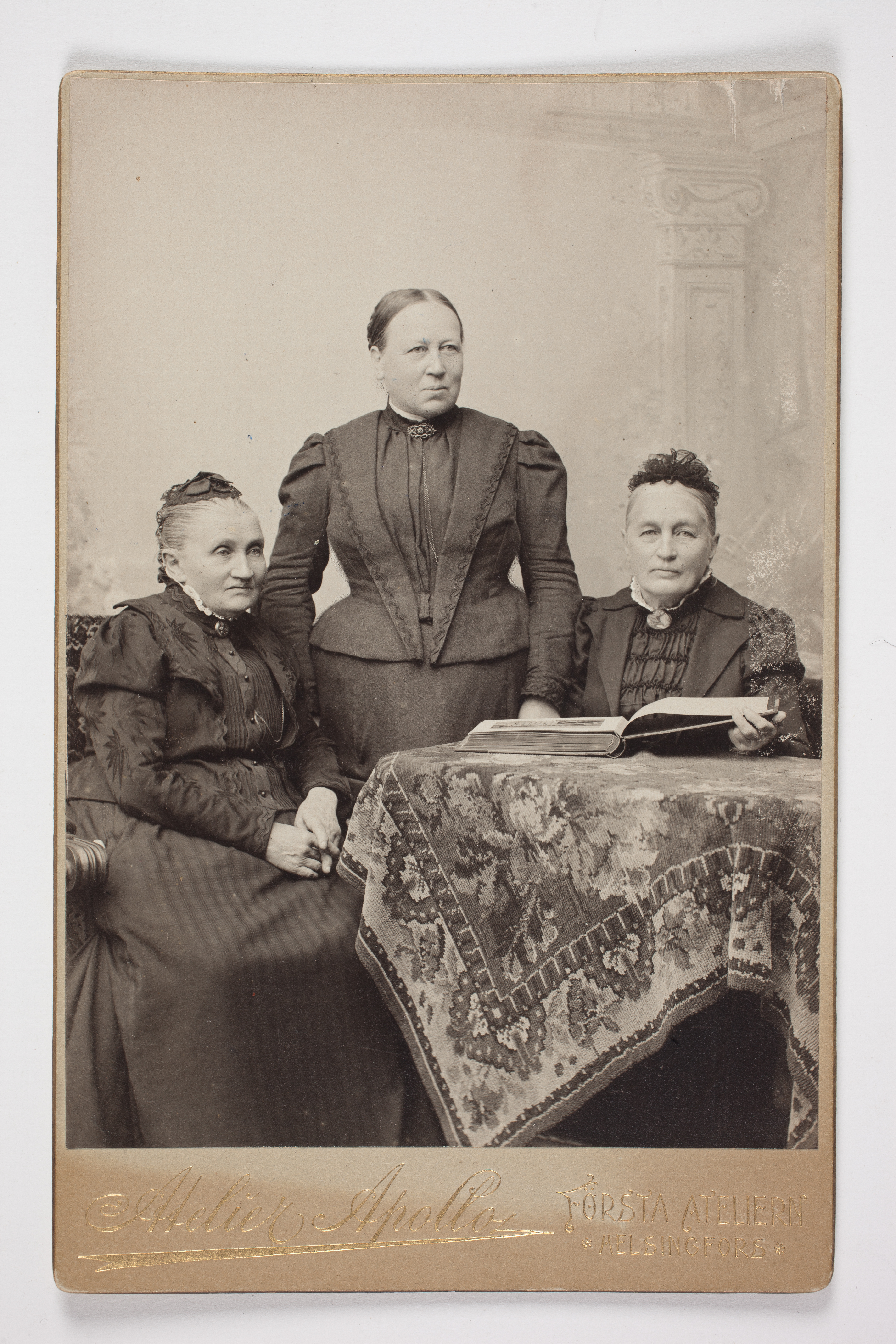
Augusta Nyberg, Alexandra Smirnoff (en) et Jetta Nyberg.
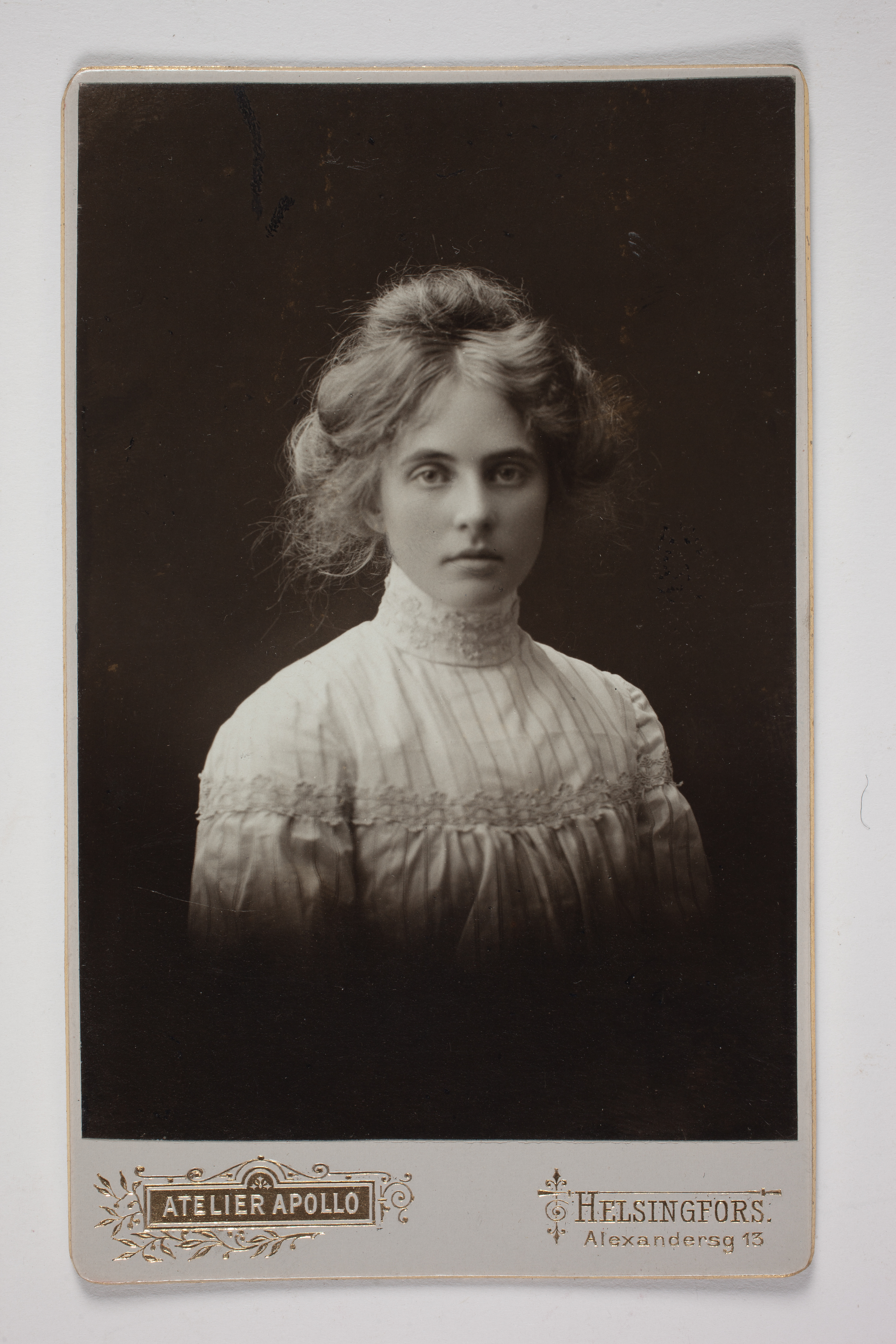
Ingrid Zilliacus.
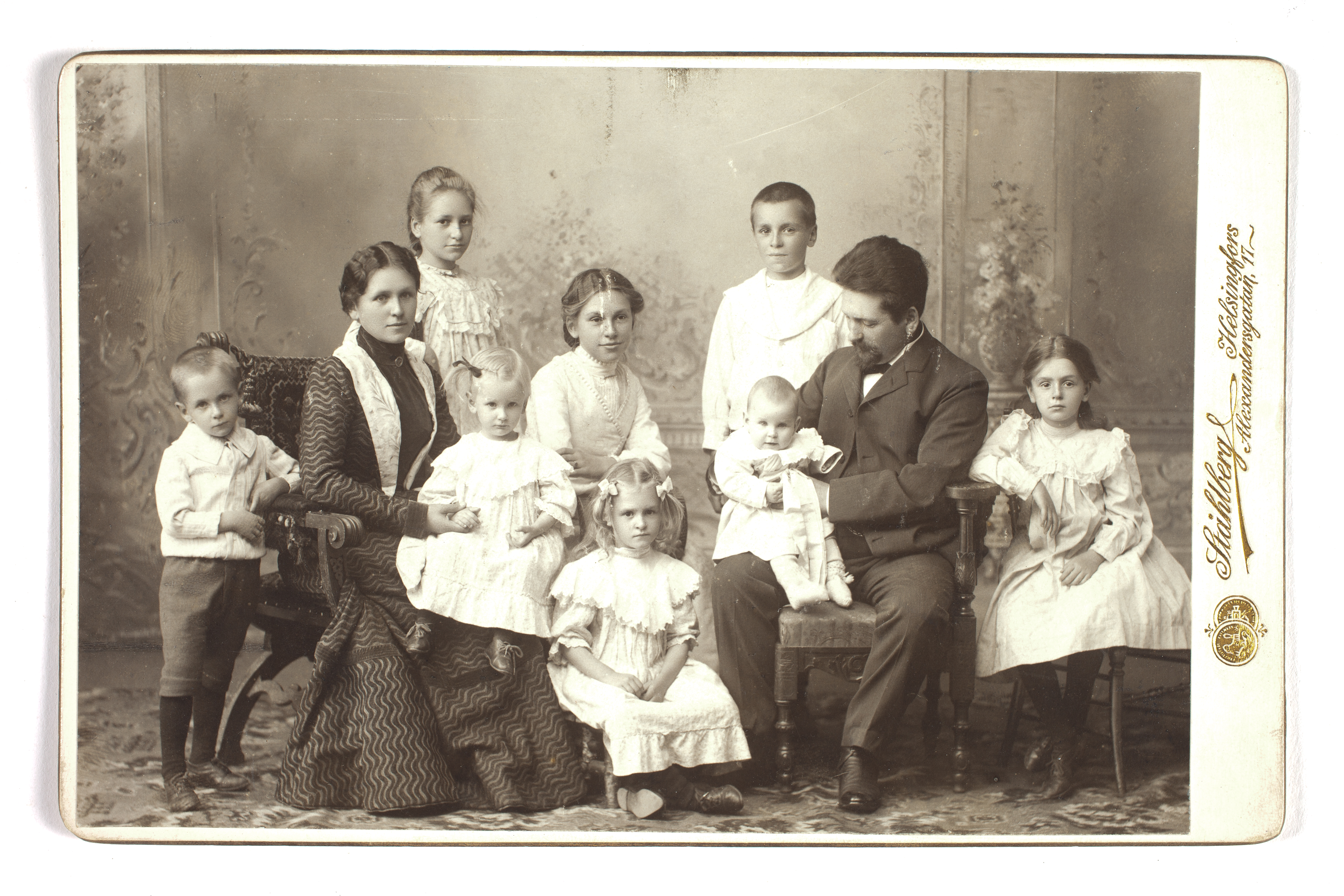
Sonja ja Karl Emil Ståhlberg et ses huit enfants en  1904.
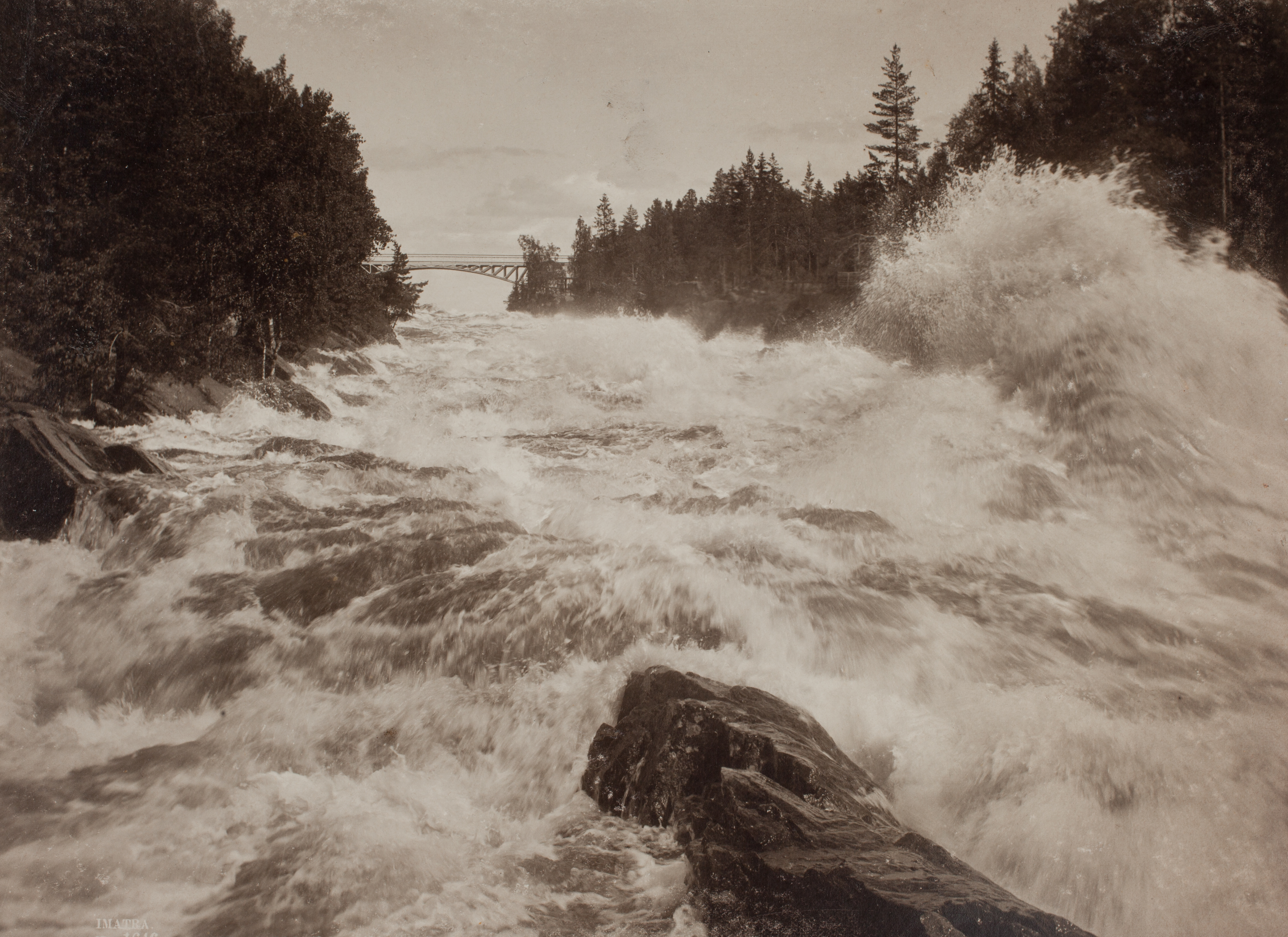
Rapides d'Imatra.
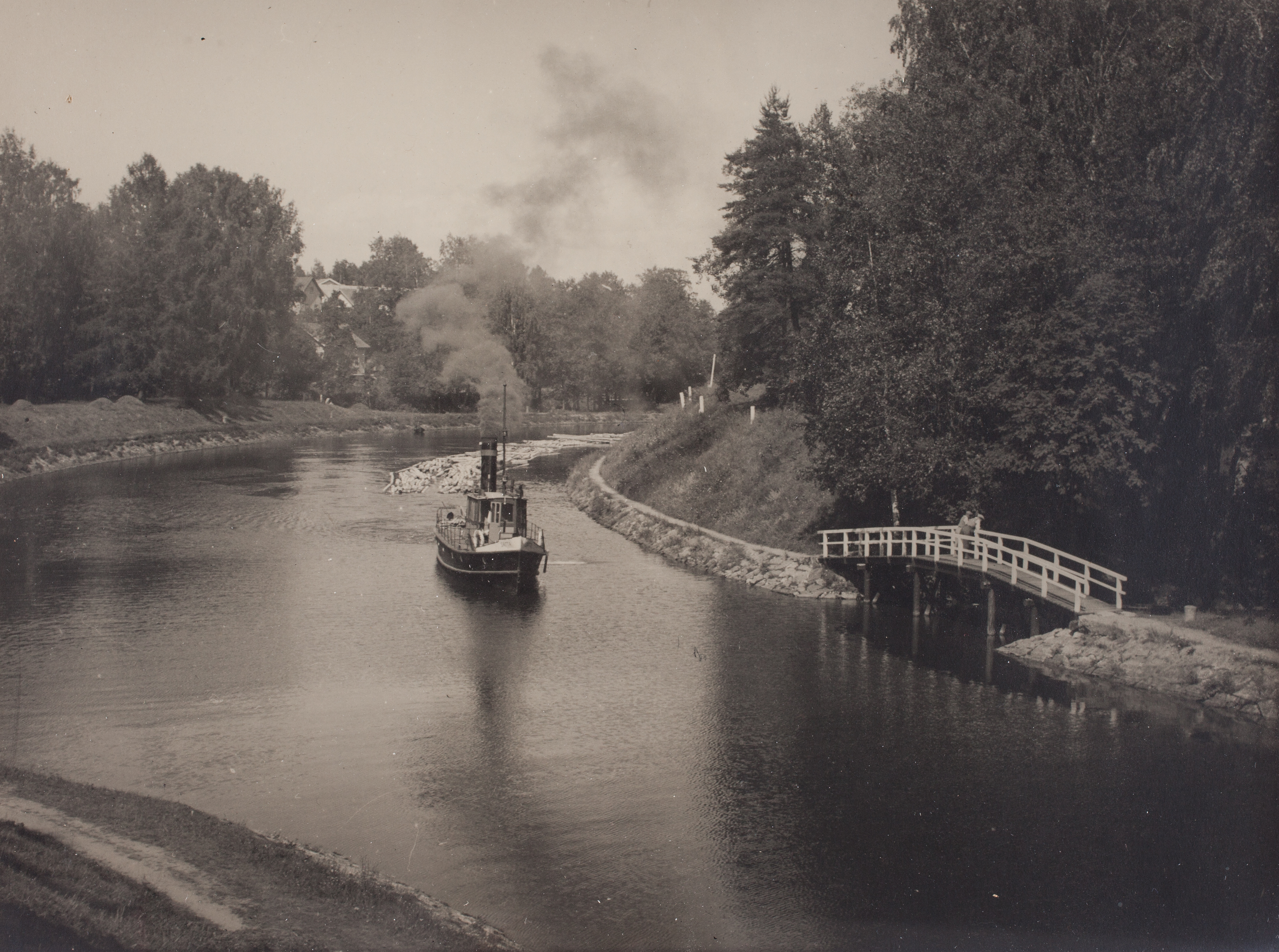
Remorqueur sur le canal.
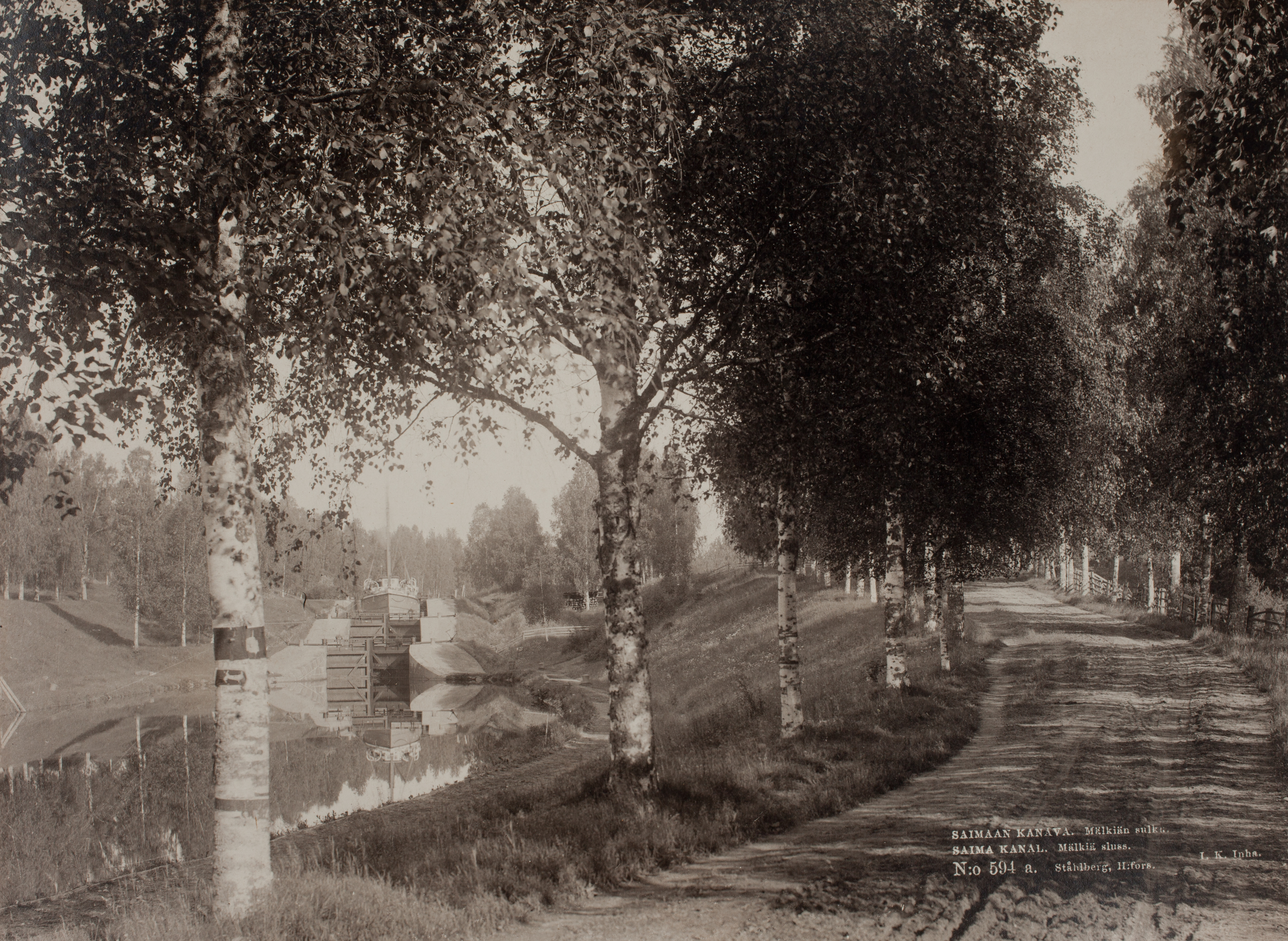
Canal de Saimaa.
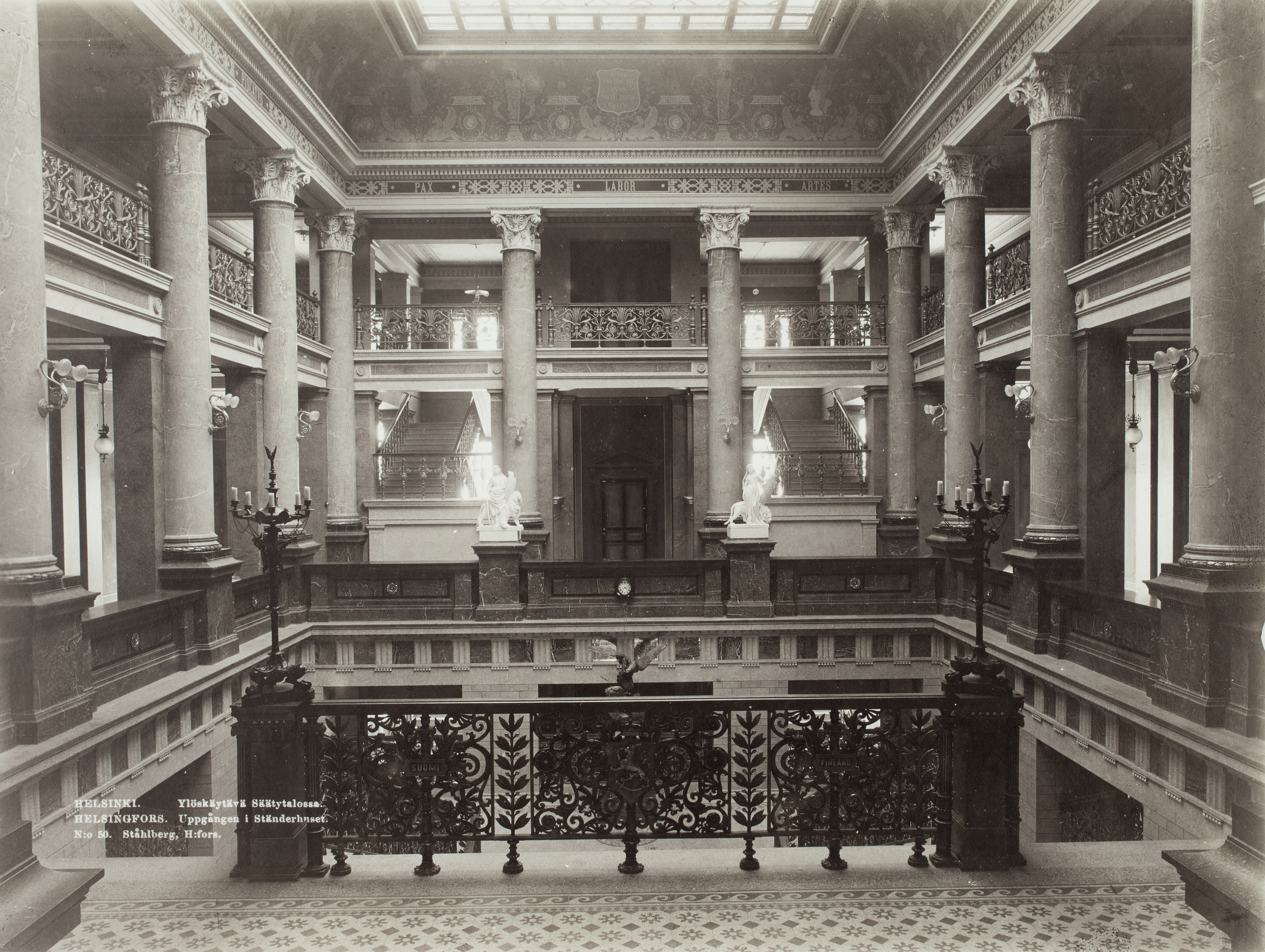
Palais des États.